# Dexter Award
Der Dexter Award war ein von 1956 bis 2001 jährlich von der American Chemical Society vergebener Preis für Chemiegeschichte. Er ist nach dem Sponsor, der Dexter Chemical Corporation, benannt. In den letzten beiden Jahren seines Bestehens wurde er von der Mildred and Sidney Edelstein Foundation finanziert (Sidney Edelstein hatte 1945 die Dexter Chemical Corporation in New York gegründet).
Der Preis war mit einer Plakette und einem Geldbetrag verbunden.

## Preisträger
- 1956 Ralph E. Oesper
- 1957 Williams Haynes
- 1958 Eva Armstrong
- 1959 John Read
- 1960 Denis Duveen
- 1961 James R. Partington
- 1962 Henry M. Leicester
- 1963 Douglas McKie
- 1964 Eduard Farber
- 1965 Martin Levey
- 1966 Earle R. Caley
- 1967 Mary Elvira Weeks
- 1968 Aaron J. Ihde
- 1969 Walter Pagel
- 1970 Ferenc Szabadváry
- 1971 Wyndham D. Miles
- 1972 Henry Guerlac
- 1973 Bernard Jaffe
- 1974 nicht vergeben
- 1975 Jan W. van Spronsen
- 1976 Trevor I. Williams
- 1977 Modesto Bargalló
- 1978 George B. Kauffman
- 1979 Joseph Needham
- 1980 Maurice Daumas
- 1981 Cyril Stanley Smith
- 1982 John H. Wotiz
- 1983 Arnold Thackray
- 1984 Maurice Crosland
- 1985 Robert Multhauf
- 1986 Robert G. W. Anderson
- 1987 Allen Debus
- 1988 Lutz F. Haber
- 1989 D. Stanley Tarbell
- 1990 Colin A. Russell
- 1991 Owen Hannaway
- 1992 John T. Stock
- 1993 Joseph S. Fruton
- 1994 Frederic L. Holmes
- 1995 William H. Brock
- 1996 Keith J. Laidler
- 1997 Bernadette Bensaude-Vincent
- 1998 Seymour H. Mauskopf
- 1999 Mary Jo Nye
- 2000 Alan J. Rocke
- 2001 William A. Smeaton